# Zapasne, Orihiv
Zapasne (în ucraineană Запасне) este un sat în comuna Novoiakovlivka din raionul Orihiv, regiunea Zaporijjea, Ucraina.

## Demografie
Componența lingvistică a localității Zapasne
     Ucraineană (82,69%)
     Rusă (17,31%)
Conform recensământului din 2001, majoritatea populației localității Zapasne era vorbitoare de ucraineană (82,69%), existând în minoritate și vorbitori de rusă (17,31%).